# زتا کمان
زتا کمان یک ستاره است که در صورت فلکی کمان قرار دارد.